# Pansarbrigad 63
Pansarbrigad 63, förkortat PB 63, var ett typförband i inom pansarbrigaderna i svenska armén och var aktivt från 1963 till mitten av 1990-talet. Det svenska försvaret har mött hotförändringen med en vapenutveckling, som anpassats till den svenska terrängen och ekonomin. Organisation och taktik har kontinuerligt förändrats, där de svenska brigaderna förnyades och utvecklades kontinuerligt. Som namnet antyder så antogs Pansarbrigad 63 år 1963 som nytt typförband för pansartruppernas krigsförband, vilken då ersatte pansarbrigad 58. Pansarbrigad 63 kom under 1980-talet att omorganiseras till Pansarbrigad 63 M (PB 63 M) och ersattes under 1990-talet av pansarbrigad 90.

## Organisation
| Pansarbrigad 63 - Stab med stabskompani – 3 pansarbandvagnar - Pansarspaningskompani – 6 pansarbandvagnar - 3x Pansarbataljon – 72 stridsvagnar, 102 pansarbandvagnar, 12 haubitser - 1x Haubitsbataljon – 12 haubitser - 1x Pansarunderhållsbataljon - 1x Ingenjörbataljon – 2 broar 33 m - 2x Pansarvärnskompanier - 1x Luftvärnskompani – 18 luftvärnspjäser | Pansarbrigad 63 M - Stab med stabskompani – 3 stridsledningspansarbandvagnar - Pansarspaningskompani – 6 pansarbandvagnar - 3x Pansarbataljon – 72 stridsvagnar, 102 pansarbandvagnar, 12 haubitser - 1x Haubitsbataljon – 12 haubitser - 1x Pansarunderhållsbataljon - 1x Ingenjörbataljon – 2 broar 33 m - 1x Pansarvärnsbataljon – 18 pansarvärnsrobotbandvagnar, 3 pansarbandvagnar, 4 haubitser - 1x Luftvärnskompani – 18 luftvärnspjäser |